# هیتسهوزن
هیتسهوزن (به آلمانی: Hitzhusen) یک شهر در آلمان است که در زگه‌برگ واقع شده‌است. هیتسهوزن ۱٬۲۵۱ نفر جمعیت دارد.